# Gad Elmaleh
Gad Elmaleh (en árabe: جاد المالح‎ Gād el-Māleḥ; Casablanca, 19 de abril de 1971) es un comediante y actor marroquí canadiense que logró fama en Francia, Marruecos y Estados Unidos. Es más conocido en el mundo francés y más recientemente en los Estados Unidos.
Ha protagonizado varias largometrajes, incluyendo Coco, Inapreciable, La Doublure y Medianoche en París. Votó a la persona más divertida de Francia, fue nombrado caballero de la Orden de las Artes y las Letras por el Ministro de Cultura; también fue nombrado caballero de la Orden Nacional de Quebec. En 2015 y 2018, Elmaleh hizo viajes de comedia nacionales por todo Estados Unidos. En 2019, él estrelló en la serie Netflix Enorme en Francia.

## Primeros años
Elmaleh nació y creció en Casablanca, Marruecos. Como judío marroquí, Elmaleh fue criado en un entorno culturalmente diverso, hablando árabe marroquí y francés. De niño presentaba a su padre, un mimo, con una pancarta. Su hermano, Arié, es actor y cantante, y su hermana, Judith, es actriz y directora escénica. 
Estudió en École Maïmonide y Lycée Lyautey en Casablanca. Su familia emigró de Marruecos a Canadá cuando Elmaleh tenía 17 años. Posteriormente estudió ciencias políticas en una universidad de Montreal (no está claro si en la Universidad de Montreal o en la Universidad de McGill, ya que los registros de ambas instituciones reflejan su asistencia) durante cuatro años, pero no se graduó. En 1992, Elmaleh se mudó a París para estudiar drama en Cours Florent bajo la tutela de Isabelle Nanty.

## Carrera

### Comedia

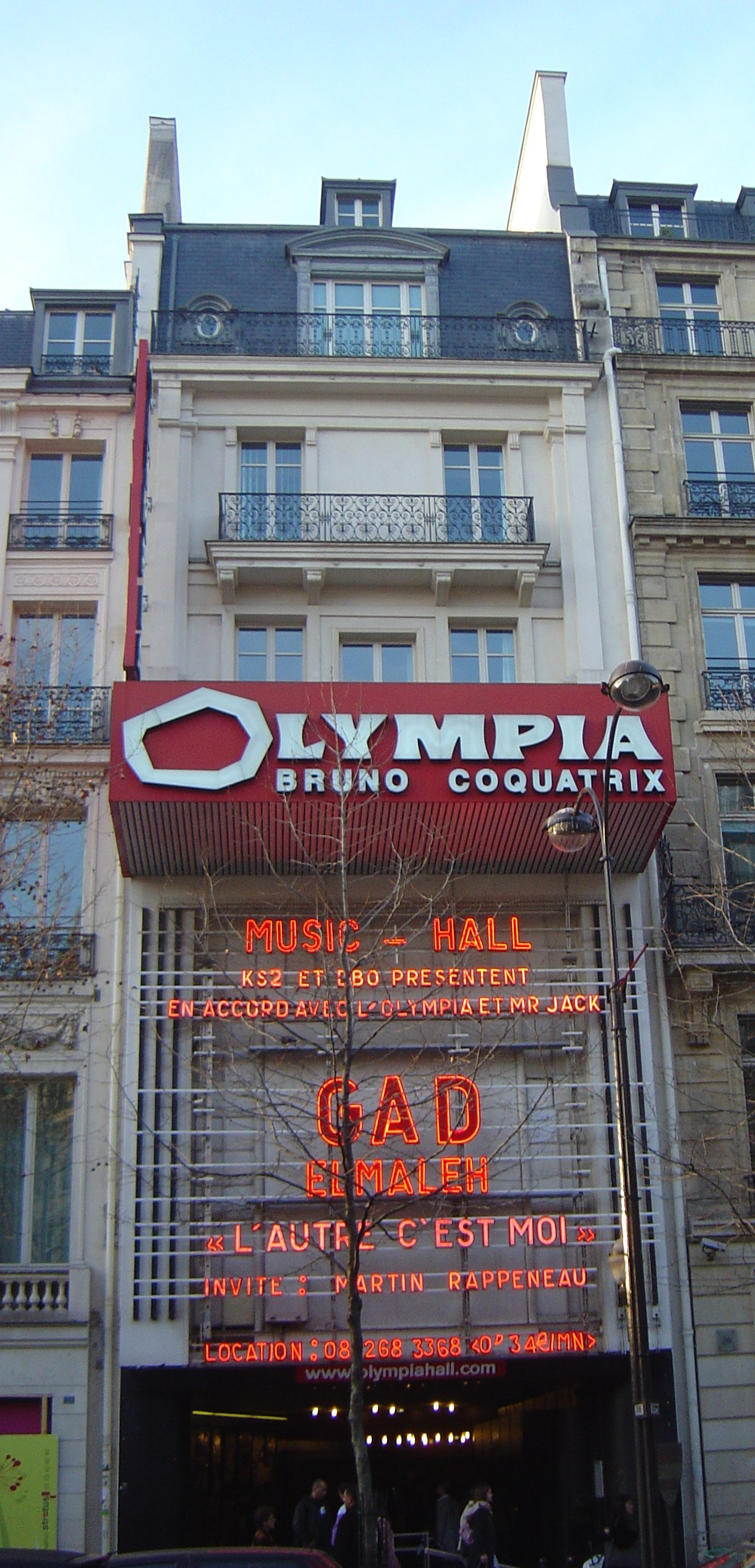
En el Olympia

El primer espectáculo de un hombre de Elmaleh Décalages, realizado en el "Palais des glaces" en 1997, fue autobiográfico. En el espectáculo recorre su viaje comenzando con su salida de Marruecos después de la escuela secundaria, continuando con sus estudios en Montreal y terminando en Francia donde estudió drama en Cours Florent. Su fama aumentó aún más con el éxito de su segundo espectáculo de un hombre, La Vie Normale, que fue su primera vez en la Olimpia, así como su primer espectáculo de más de dos horas. El programa se publicó en DVD el 23 de enero de 2001.
En contraste con sus dos primeros espectáculos de un hombre, su L’autre c’est moi (2005) contiene más improvisación e interacción con el público. Se le ha atribuido el mérito de llevar el estilo americano de stand-up a Francia y usarlo en sus espectáculos de un hombre. Regresó al escenario con L'autre, c'est moi (El otro soy yo) en septiembre de 2006 en Canadá (Montreal) y en Estados Unidos (en Broadway, en el Teatro Beacon frente a 3000 espectadores); también se realizó en Casablanca, Marruecos. Entre abril y agosto de 2007 jugó su exitoso espectáculo en Francia, Bélgica y Suiza. El espectáculo atrajo a más de 300.000 espectadores. El espectáculo fue publicado posteriormente en DVD y vendido 1.500.000 copias.
El 6 de enero de 2007, fue votado el "hombre más gracioso del año" por los espectadores TF1 de una elección de 50 comediantes. El 15 de julio de 2007, Elmaleh estrenó su quinto espectáculo de un hombre, Papa est en haut, en Montreal como parte del festival Just for Laughs. Ese año vendió siete semanas consecutivas en el icónico teatro Olympia de París, un nuevo disco. Después de eso Gad realizó otras siete semanas vendidas en Le Palais des Sports. En total, se vendieron un millón de entradas para este espectáculo.
En 2013,  aparezca encima Jerry Seinfeld Comedians en los coches que Consiguen Café.
Su sexto espectáculo de standdup era Sans Tambour (sin batería, "sans tambour ni trompette" (sin techo significa hacer una gran entrada sin previo aviso).
En 2016, apareció con Kev Adams en la comedia M6 especial Tout est Possible (Todo es Posible). Durante el espectáculo, los dos comediantes realizaron un boceto de 10 minutos donde jugaron hombres chinos, que luego recibieron críticas por sus representaciones raciales.
Elmaleh ha actuado en una mezcla de francés y árabe en Marruecos e incluido algo de hebreo en espectáculos en Israel. Elmaleh a menudo se llama Seinfeld of France, una etiqueta que llamó "halagador" y comprensible, dado que tanto él como Seinfeld están inspirados a hacer comedia basada en "la vida cotidiana". Ambos comediantes son amigos.

#### Movimiento a los Estados Unidos

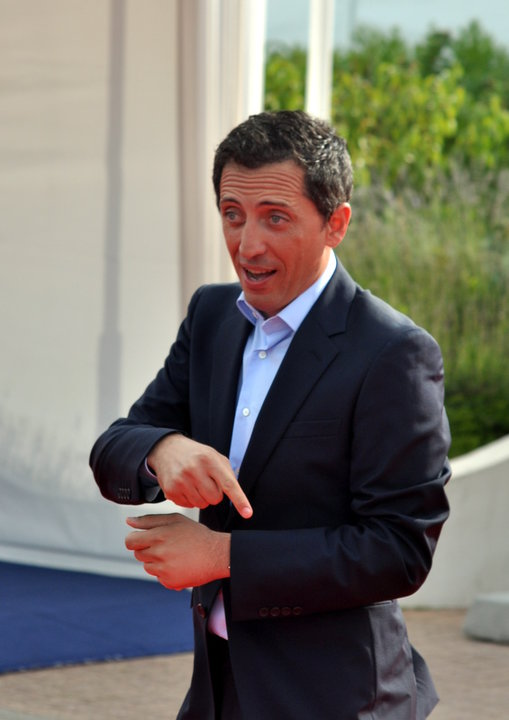
Elmaleh En el Deauville Festival de cine americano en 2010

En 2015 Elmaleh comenzó un tour estadounidense titulado "Oh My Gad" y se trasladó a la ciudad de Nueva York. Él apareció por primera vez en el Bar de Joe en diciembre después de varios programas de entrenamiento en el otoño. Mientras Elmaleh habla inglés con fluidez, trabaja con un maestro de inglés para escribir sus chistes mientras aprecia los matices del idioma inglés. Una diferencia entre sus series francesas y sus series en inglés es que sus programas en inglés no incluyen riffing, todo está escrito. En septiembre de 2016, un episodio de This American Life que puso de relieve las transiciones desafiantes incluyó un segmento sobre Elmaleh y su transición a la comedia estadounidense.
El 15 de diciembre de 2016 episodio de The Late Show with Stephen Colbert, Elmaleh apareció como el acto de stand-up del espectáculo.
El especial francés Gad Gone Wild de Elmaleh fue filmado en Montreal, Canadá y publicado en Netflix el 24 de enero de 2017. Un especial en inglés fue publicado en marzo de 2018.
En mayo de 2017 Elmaleh actuó de forma gratuita para un centro local de Ch1xLubavitch en Costa de Marfil. El padre del director dirigió un campamento de verano judío y otras actividades judías en la ciudad natal de Elmaleh, Casablanca, y la apariencia se dedicó a él.

### Suplente
El primer contacto de Elmaleh con el cine fue la película completa, Salut prisin! por Merzak Allouache. Más tarde apareció en L'homme est une femme comme les autres y Train de Vie. En 2000 jugó el papel de "Dov", el seductor en La Vérité si je mens! 2. El personaje de "Chouchou" en La Vie Normale fue reproducido en la comedia Chouchou (2002), dirigida por Merzak Allouache y también protagonizada por Alain Chabat; la película atrajo a grandes audiencias. Luego hizo su debut como cantante en "es kiz mi vida", una canción popular en un lenguaje no existente. El video musical fue dirigido por J.G Greater y filmado en el famoso Hôtel Costes parisino.

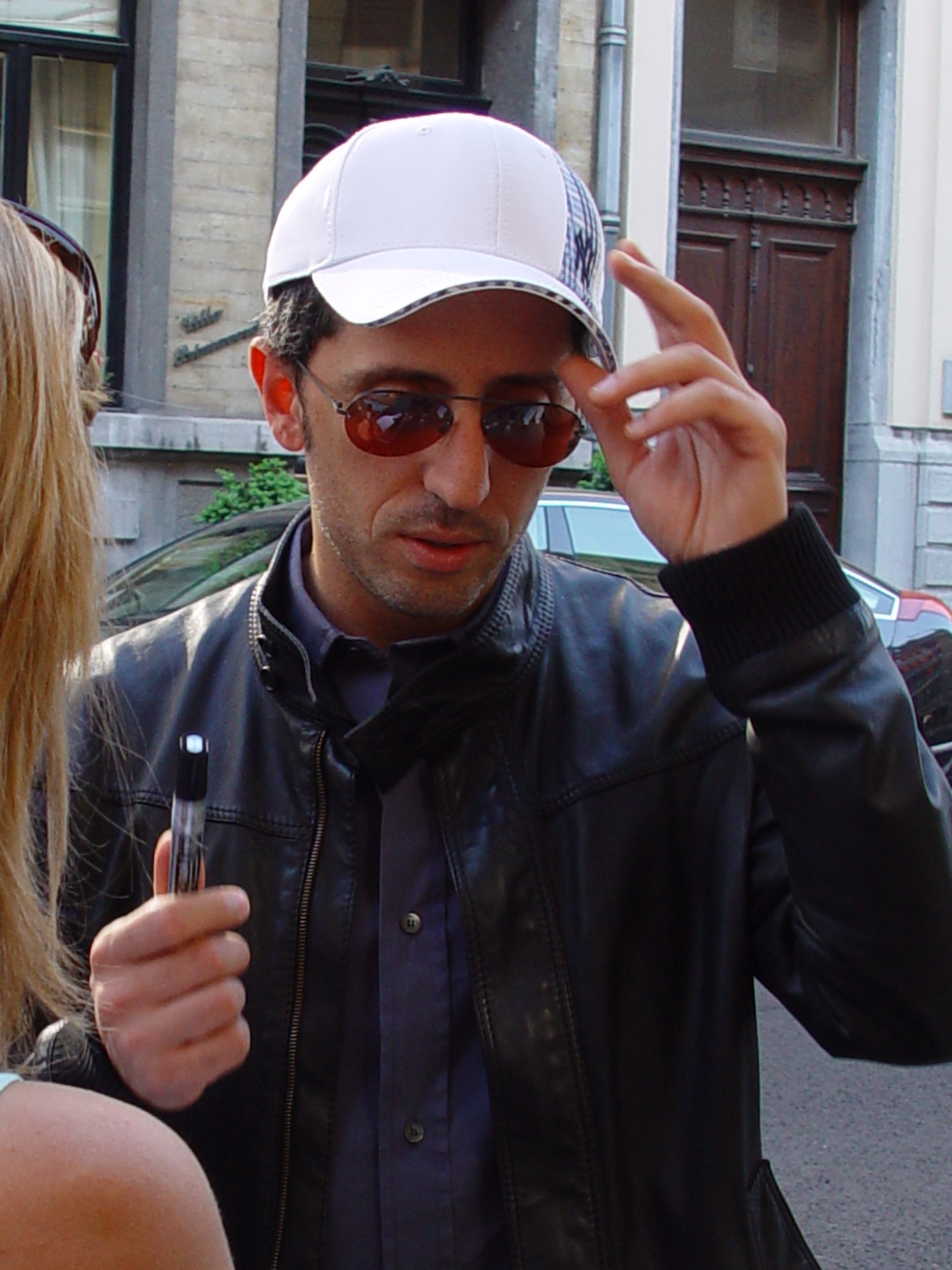
Elmaleh firmando autógrafos en 2007

Regresó al cine en 2004 cuando él estrelló en la película de 2004 Olé! con Gérard Depardieu. En 2005, protagonizó como François Pignon en La Doublure (título inglés "The Valet"), por Francis Veber. En 2006, apareció frente a Audrey Tautou en Priceless (título francés "Hors de prix"), por Pierre Salvadori.
Jugó la voz de Barry B. Benson en la versión francesa de la película de 2007 Bee Movie, Drôle d’Abeille. Allí conoció a Jerry Seinfeld y se hizo amigo de él.
En 2009, lanzó la película, Coco, que dirigió, escribió y protagonizó. Abrió el número uno en Francia, Bélgica y Suiza. En 2010 apareció en un papel dramático en The Round Up de Roselyne Bosch, que se basa en los acontecimientos que rodean al Vel' d'Hiv Roundup.
En 2011, tuvo un pequeño papel en la función Paris-set de Woody Allen, Medianoche en París. También apareció en la película de captura de movimiento Las aventuras de Tintin: El secreto del unicornio, junto a Jamie Bell. La película, dirigida por Steven Spielberg y producida por Peter Jackson, fue lanzada el 26 de octubre de 2011 en Bélgica y el 23 de diciembre de 2011 en los Estados Unidos. El mismo año, también estrelló en Jack & Jill como el cocinero francés de Al Pacino. En 2012, tuvo un pequeño papel en El Dictador. En 2019 tiene una serie de Netflix, Enorme en Francia, exponiéndolo a una audiencia estadounidense más amplia. La serie satírica incluye un cameo de Jerry Seinfeld.

## Controversia de plagio
El 28 de enero de 2019, el canal anónimo de YouTube CopyComic lanzó un video mostrando varios comediantes de varios años antes de varias actuaciones de Gad Elmaleh, mostrando similitudes que el canal de YouTube describió como plagio. Elmaleh demandó el canal de YouTube y pidió que los videos fueran retirados del sitio web, por motivos de infracción de derechos de autor El 24 de septiembre de 2019, Elmaleh admitió haber tomado inspiración de otros artistas en algunos casos, aunque minimizando la proporción de él entre sus obras:
"Escuchamos las cosas y te infunde. (..) En lo que se dice que es plagio, hay lo que está de moda, lo que realmente tomamos, y también el chiste que corre, un poco fácil, que no pertenece a nadie".

## Vida personal
Elmaleh vivió con la actriz francesa Anne Brochet de 1998 a 2002. Tienen un hijo, Noé, juntos. La historia de su relación y ruptura fue contada en el libro de Brochet Trajet d'une amoureuse éconduite.
De 2009 a 2010, su socio fue la periodista francesa Marie Drucker.
Estuvo en una relación con Charlotte Casiraghi desde diciembre de 2011 hasta junio de 2015. Su hijo, Raphaël, nació el 17 de diciembre de 2013.

## Honores
En 2004, Elmaleh recibió un premio por el mejor espectáculo de un hombre de SACEM en Francia. En 2006 recibió un premio Crystal Globes. por la Asociación de Prensa Francesa, para el mejor espectáculo de un hombre para La Vie Normale.
En 2006, el ministro francés de Cultura Renaud Donnedieu de Vabres concedió a Elmaleh la Orden de las Artes y de los Lettres.
Fue hecho miembro de la Orden Nacional de Quebec por el primer ministro de Quebec, Philippe Couillard, en 2017.

## Filmografía

### Como actor
| Año  | Título                                            | Personaje                                                                            |
| ---- | ------------------------------------------------- | ------------------------------------------------------------------------------------ |
| 2016 | Loue-moi!                                         |                                                                                      |
| 2016 | Pattaya                                           | The Moroccan                                                                         |
| 2015 | The Midnight Orchestra                            | Rabbi Moshe                                                                          |
| 2013 | Despicable Me 2                                   | Voz de Gru (versión francesa)                                                        |
| 2013 | L'Écume des jours                                 | Michel Gondry                                                                        |
| 2012 | El Capital                                        | Marc Tourneuil                                                                       |
| 2012 | Les Seigneurs                                     | Rayane Ziani                                                                         |
| 2012 | El dictador                                       | Cameo                                                                                |
| 2012 | La felicidad nunca viene sola                     | Sacha                                                                                |
| 2011 | Medianoche en París                               | El joven detective Tisserant, que será decapitado en 1682 por orden del rey Luis XIV |
| 2011 | Las aventuras de Tintín: el secreto del Unicornio | Omar Ben Salaad                                                                      |
| 2011 | Jack and Jill                                     | Cameo                                                                                |
| 2010 | La Rafle                                          | Schmuel Weisman                                                                      |
| 2010 | Despicable Me                                     | Voz de Gru (versión francesa)                                                        |
| 2009 | Coco                                              | Coco                                                                                 |
| 2007 | Bee Movie: La historia de una abeja               | Voz de Barry B. Benson (versión francesa)                                            |
| 2006 | Un engaño de lujo                                 | Jean                                                                                 |
| 2005 | El juego de los idiotas                           | François Pignon                                                                      |
| 2005 | Olé!                                              | Ramón Holgado                                                                        |
| 2003 | Chouchou                                          | Chouchou                                                                             |
| 2002 | A+Pollux                                          | Halvard Sanz                                                                         |
| 2001 | Nate The Animals                                  | Malik                                                                                |
| 2001 | La verdad de los hombres                          | Dov Mimran                                                                           |
| 2000 | Doctor Dolittle 2                                 | Voz de Archie (versión francesa)                                                     |
| 2000 | Deuxième vie                                      | Lionel                                                                               |
| 1999 | On fait comme on a dit                            | Terry                                                                                |
| 1998 | Train de vie                                      | Manzatou                                                                             |
| 1998 | L'homme est une femme comme les autres            | David Applebaum                                                                      |
| 1997 | Vive la République!                               | Yannick / Antoine                                                                    |
| 1997 | XXL                                               | Sammy                                                                                |
| 1997 | Salut cousin!                                     | Alliloi                                                                              |
| 1996 | Les soeurs d'Hamlet                               | Hamlet                                                                               |

### Como guionista
| Año  | Título   |
| ---- | -------- |
| 2009 | Coco     |
| 2003 | Chouchou |

### Como director
| Año  | Título |
| ---- | ------ |
| 2009 | Coco   |

## Discografía

### Singles
| Año  | Título                      | Abonado a                           | Posiciones de cumbre | Posiciones de cumbre |
| Año  | Título                      | Abonado a                           | FRA                  | BELIO (Wa)           |
| ---- | --------------------------- | ----------------------------------- | -------------------- | -------------------- |
| 2002 | " Es Kyz Mi Vida"           | Gad Elmaleh Hazaña. Bratisla Chicos | 27                   | –                    |
| 2015 | "Danse de la joie (Lalala)" | Gad Elmaleh & Proyecto de Lima      | 52                   | 46                   |

## Premios

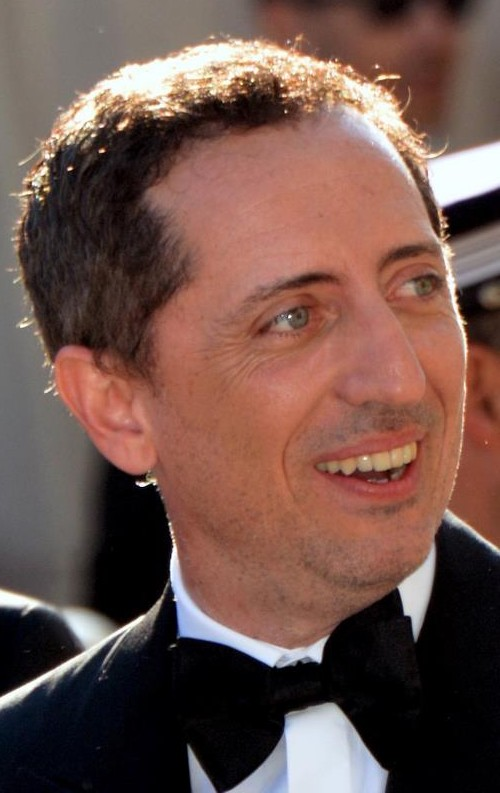
Elmaleh en Cannes en 2016.

### Galardones
- Premio SACEM al Mejor Showman del año (2004).
- Premio SACD al Mejor Showman del año (2006).
- Globo de Cristal: Premio al Mejor Showman del año (2006).
- Premio NRJ al Mejor Beso -compartido con Audrey Tautou- (2007).
- Premio Felix al Artista Francófono con mayor éxito en Quebec (2010).
- Globo de Cristal: Premio al Mejor Showman del año (2014).[27]

### Distinciones honoríficas
- Caballero de la Orden de las Artes y las Letras (Francia, 22/03/2006).[28]
- Caballero de la Orden Nacional de Quebec (Canadá, 16/05/2017).[29]